# Eudes II de Blois
Eudes II de Blois dit Eudes el Xampanyès (vers 983 - 15 de novembre de 1037) mort en una batalla a Commercy), va ser Comte de Blois, de Châteaudun, de Chartres, de Reims, de Tours, de Beauvais, de Provins (de fet una senyoria esmentada com a comtat) i de Sancerre a partir de 1004 i comte de Troyes i de Meaux a partir de 1022.

## Biografia
Fill del comte Eudes I de Blois i de Berta de Borgonya, va succeir com a comte de Blois i altres lligats, al seu germà gran Teobald II de Blois mort el 1004.
Es va casar cap a 1003/1004 amb Matilde de Normandia, germana del duc Ricard II de Normandia. Esdevingut vidu poc temps després d'aquest matrimoni, i no havent tingut fills amb Matilde, es nega a restituir, segons l'ús, el dot de la seva esposa, constituïda de la meitat del comtat i del castell de Dreux. En el transcurs del conflicte que va seguir amb Ricard II, va ser derrotat pel seu ex-cunyat però fou salvat gràcies a la intervenció del rei Robert II de França, el qual s'havia casat amb la seva mare Berta de Borgonya, i va poder guardar el dot.
Es va casar en segones noces amb Ermengarde d'Alvèrnia, filla del comte Guillem IV d'Alvèrnia.
El 1015, Eudes II va intercanviar una part del comtat feudal de Beauvais contra la ciutat de Sancerre amb el bisbe Roger.
A una data desconeguda entre 1021 i 1023, el comte Esteve I de Troyes va morir sense successor i sense hereu clarament designat. El rei Robert s'encarrega d'administrar la successió que va concedir sense dificultat a Eudes II de Blois, el fill de la seva segona esposa Berta de Borgonya, i sobretot cosí germà d'Esteve.

Alguns mesos més tard una crisi va esclatar. L'arquebisbe de Reims Ebles de Roucy va comunicar al rei les males accions del comte Eudes II de Blois que acaparava tots els poders a Reims en detriment del prelat. Robert, en tant que defensor de l'Església, va decidir sense el consentiment de ningú altre, que retiraria el càrrec comtal a Eudes. Aquest últim, furiós, es va imposar a Reims per força. A més a més, el rei Robert no fou sostingut, i la seva justícia va quedar malament. El seu fidel Fulbert de Chartres, i Ricard II de Normandia sostingueren a Eudes de Blois afirmant que el rei no s'havia de comportar en «tirà». Convocat per Robert el 1023, el comte de Blois va informar cortesament al seu rei que no es desplaçaria i aquest últim no tenia ni els mitjans d'obligar-lo ni els mitjans d'agafar el seu patrimoni comtal, ja que aquestes terres no havien estat donades personalment per Robert a Eudes, sinño que aquest últim les havia adquirit dels seus avantpassats. El 1024, després d'una reunió dels grans a Compiègne on se li va suggerir al rei l'apaivagament amb Eudes de Blois, el rei Robert li va confirmar les seves possessions.
Eudes Ii de Blois també va atacar al duc Thierry I de Lorena i al comte Ferri de Toul. Va aconseguir conquerir territoris sobre els quals va construir fortaleses: Bourmont al Bassigny i Vaucouleurs sobre el Mosa. Sentint-se amenaçat, l'emperador Enric II aconseguirà fer-les destruir

## Matrimonis i descendència
Es va casar cap a 1003/1004 amb Matilde de Normandia, germana del duc Ricard II de Normandia. Va morir sense descendència poc després.
Es va casar en segones noces amb Ermengarda d'Alvèrnia, filla del comte Guillem IV d'Alvèrnia, del qual va tenir quatre fills:
- Tibald o Teobald III de Blois, I de Xampanya que va heretar el 1037 el comtat de Blois i algunes terres xampanyeses i, en particular, Provins.
- Esteve II de Troyes, comte de Troyes i de Meaux de 1037 a 1047.
- Berta de Blois, esposa del duc de Bretanya Alan III
- Almodis de Blois, esposa de Jofré II,[6] senyor de Preuilly.